# Das Brot der frühen Jahre
Das Brot der frühen Jahre ist eine Erzählung von Heinrich Böll, entstanden im Sommer 1955. Die Erzählung erschien erstmals 1955 in Köln und Berlin bei Kiepenheuer & Witsch. 

## Inhalt
Böll selbst fasste die Erzählung mit folgenden Worten zusammen: „Es ist die Geschichte eines jungen Mannes, der jetzt 24 ist, am Kriegsende 13 oder 14 war, in die Stadt kommt, zunächst hungert, dann aber ‚mitmischt‘, auf Karriere setzt, diese sogar macht – und dann durch die Liebe zu einem jungen Mädchen in eine andere Richtung gezogen wird.“
Der Protagonist Walter Fendrich berichtet in der Retrospektive von seinem bisherigen Leben und dem Tag, an dem dieses eine entscheidende Wende nahm. Es war der Tag, an dem er der aus seiner Heimat stammenden Hedwig Muller begegnet, die zum Studium in die Stadt zieht. Walter, der den Hunger und die Ausbeutung der Nachkriegsjahre miterlebt hat und nunmehr die Menschen nur noch nach ihrer Großzügigkeit einordnet, findet in Hedwig zum ersten Mal einen Menschen, den er bedingungslos lieben kann.
Böll zeichnet in dieser Erzählung das Bild eines durch die Nöte des Krieges und die Armut der Nachkriegsjahre abgestumpften Mannes. Das Brot der frühen Jahre Deutschlands nach dem Krieg wird zur Maßeinheit im Leben eines jungen Mannes, der sich inmitten einer feindseligen und emotional kalten Atmosphäre mit allerlei nach kurzer Zeit stets verhassten Tätigkeiten durchschlägt, bis er schließlich mit der Reparatur von Waschmaschinen zu einer gefragten Person wird. Nichts ist wichtiger als genug Brot zu haben, am besten mehr als er selbst essen kann. Auch später noch, als es der Protagonist zu etwas Wohlstand gebracht hat und er sich längst teureres Essen leisten kann, lässt er es sich nicht nehmen, etwa im Café einfache Brötchen zu bestellen und aufzubrechen.
Die einzige sozialisierende Komponente in seinem Leben war das offensichtliche Leid der Mutter, die, obwohl selbst todkrank und ausgehungert, ihm noch den letzten Bissen Brot überlassen möchte. Sie ist es, die in all dem Wahnsinn des Alltags der frühen Jahre objektiv bleibt. So hat Walter jedenfalls seine Mutter in Erinnerung; und sie scheint die Grundlage zu sein, die soziale Komponente, die in ihm das Auferstehen der Liebe ermöglicht. Das junge Mädchen, die Tochter eines ehemaligen Lehrers, bittet ihn, ein Zimmer für sie zu mieten.
Die Erzählung vermittelt einen Eindruck von der Stimmung im Deutschland der Nachkriegszeit. Das Erscheinen der jungen Frau ist Anlass, all die Dinge zu erkennen, denen er seit Jahren einsam gegenübersteht, die ihn trotz finanzieller Sicherung einsam gemacht haben. Dies möchte er nun ändern.

## Übersetzungen
- bulgarisch unter Chljabat na predisnite godini
- türkisch İlk yılların ekmeği
- englisch The Bread of Those Early Years (1957)
- spanisch El pan de los años mozos
- niederländisch Het brood van mijn jeugd
- portugiesisch O pão dos anos jovens
- kroatisch Kruh ranih godina
- katalanisch El pa dels anys joves (1965)
- dänisch Brødet i de unge år  (1967)
- französisch  Le Pain des jeunes années  (1962)
- italienisch Il pane dei verdi anni e altri racconti  (1961)
- tschechisch  Chléb mladých let (1959)
- russisch Chleb rannich let (1958)
- schwedisch Ungdomens bröd (1957)
- polnisch Chleb najwcześniejszych lat (1957)
- persisch Naneh an salha
- arabisch خبز السنوات الأولى 2016

## Verfilmung
Die Erzählung wurde 1961 von Regisseur Herbert Vesely nach einem Drehbuch von Böll und Leo Ti verfilmt, mit Christian Doermer, Karen Blanguernon und Vera Tschechowa in den Hauptrollen. Der Film, der das Prädikat besonders wertvoll erhielt und in fünf Kategorien mit einem Filmband (Gold für die beste Nachwuchsregie, beste Kamera, beste Filmmusik, beste Darstellerin; Silber für einen abendfüllenden Spielfilm) ausgezeichnet wurde, war 1962 der deutsche Wettbewerbsbeitrag bei den Internationalen Filmfestspielen von Cannes.

## Ausgaben
- Das Brot der frühen Jahre. Erste Ausgabe: Kiepenheuer & Witsch, Köln 1955 (zahlreiche Neuauflagen).
- Das Brot der frühen Jahre. Erzählung. Nachwort von Gerhard Joop (= Ullstein Buch Nr. 239). Ullstein, Frankfurt am Main 1976.
- Das Brot der frühen Jahre (= dtv 1374). 26. Auflage, dtv-Taschenbuchausgabe, München 2021, ISBN 9783423013741.